# Bangladeshs premierministre
Bangladeshs premierministre omfatter en oversigt over premierministre i Bangladesh.
Positionen som premierminister blev etableret i 1971.
Bangladeshs nuværende premierminister er Muhammad Yunus, der tiltrådte 8. august 2024.
| Nr.  | Premierminister                                                   | Tiltrådt                                                          | Fratrådt                                                          | Politisk parti                                                    | Bemærkninger                                                      |
| ---- | ----------------------------------------------------------------- | ----------------------------------------------------------------- | ----------------------------------------------------------------- | ----------------------------------------------------------------- | ----------------------------------------------------------------- |
| 1    | Tajuddin Ahmad (1925–1975)                                        | 11. april 1971                                                    | 12. januar 1972                                                   | Awami League                                                      | -                                                                 |
| 2    | Sheikh Mujibur Rahman (1920–1975)                                 | 12. januar 1972                                                   | 25. januar 1975                                                   | Awami League                                                      | -                                                                 |
| 3    | Muhammad Mansur Ali (1919–1975)                                   | 25. januar 1975                                                   | 15. august 1975                                                   | BAKSAL                                                            |                                                                   |
| -    | Premierministerposten afskaffet 15. august 1975 – 29. juni 1978   | Premierministerposten afskaffet 15. august 1975 – 29. juni 1978   | Premierministerposten afskaffet 15. august 1975 – 29. juni 1978   | Premierministerposten afskaffet 15. august 1975 – 29. juni 1978   | Premierministerposten afskaffet 15. august 1975 – 29. juni 1978   |
| —    | Mashiur Rahman (1924–1979)                                        | 29. juni 1978                                                     | 12. marts 1979                                                    | Bangladesh Nationalist Party                                      | Seniorminister der fungerede som midlertidig premierminister      |
| 4    | Shah Azizur Rahman (1925–1988)                                    | 15. april 1979                                                    | 24. marts 1982                                                    | Bangladesh Nationalist Party                                      | afsat af militæret                                                |
| -    | Premierministerposten afskaffet 24. marts 1982 – 30. marts 1984   | Premierministerposten afskaffet 24. marts 1982 – 30. marts 1984   | Premierministerposten afskaffet 24. marts 1982 – 30. marts 1984   | Premierministerposten afskaffet 24. marts 1982 – 30. marts 1984   | Premierministerposten afskaffet 24. marts 1982 – 30. marts 1984   |
| 5    | Ataur Rahman Khan (1907–1991)                                     | 30. marts 1984                                                    | 9. juli 1986                                                      | Jatiya Party                                                      | -                                                                 |
| 6    | Mizanur Rahman Chowdhury (1928–2006)                              | 9. juli 1986                                                      | 27. marts 1988                                                    | Jatiya Party                                                      | -                                                                 |
| 7    | Moudud Ahmed (1940–2021)                                          | 27. marts 1988                                                    | 12. august 1989                                                   | Jatiya Party                                                      | -                                                                 |
| 8    | Kazi Zafar Ahmed (1939–)                                          | 12. august 1989                                                   | 6. december 1990                                                  | Jatiya Party                                                      | -                                                                 |
| -    | Premierministerposten afskaffet 6. december 1990 – 20. marts 1991 | Premierministerposten afskaffet 6. december 1990 – 20. marts 1991 | Premierministerposten afskaffet 6. december 1990 – 20. marts 1991 | Premierministerposten afskaffet 6. december 1990 – 20. marts 1991 | Premierministerposten afskaffet 6. december 1990 – 20. marts 1991 |
| 9    | Khaleda Zia (1944–) (1. periode)                                  | 20. marts 1991                                                    | 30. marts 1996                                                    | Bangladesh Nationalist Party                                      | -                                                                 |
| —    | Muhammad Habibur Rahman (1930–2014)                               | 30. marts 1996                                                    | 23. juni 1996                                                     | Uafhængig                                                         | midlertidig funktion som Chief Adviser                            |
| 10   | Sheikh Hasina (1947–) (1. periode)                                | 23. juni 1996                                                     | 15. juli 2001                                                     | Awami League                                                      | -                                                                 |
| —    | Latifur Rahman (1936–)                                            | 15. juli 2001                                                     | 10. oktober 2001                                                  | Uafhængig                                                         | midlertidig funktion som Chief Adviser                            |
| (9)  | Khaleda Zia (1944–) (2. periode)                                  | 10. oktober 2001                                                  | 29. oktober 2006                                                  | Bangladesh Nationalist Party                                      | -                                                                 |
| —    | Iajuddin Ahmed (1931–2012)                                        | 29. oktober 2006                                                  | 11. januar 2007                                                   | Uafhængig                                                         | midlertidig funktion som President and Chief Adviser              |
| —    | Fazlul Haque (1938–)                                              | 11. januar 2007                                                   | 12. januar 2007                                                   | Uafhængig                                                         | midlertidig funktion som Acting Chief Adviser                     |
| —    | Fakhruddin Ahmed (1940–)                                          | 12. januar 2007                                                   | 6. januar 2009                                                    | Uafhængig                                                         | midlertidig funktion som Chief Adviser                            |
| (10) | Sheikh Hasina (1947–) (2. periode)                                | 6. januar 2009                                                    | 5. august 2024                                                    | Awami League                                                      | -                                                                 |
| —    | Muhammad Yunus (1940–)                                            | 8. august 2024                                                    |                                                                   | Uafhængig                                                         | midlertidig funktion som Chief Adviser                            |